# Acrocercops panacivagans
Acrocercops panacivagans är en fjärilsart som först beskrevs av Watt 1920.  Acrocercops panacivagans ingår i släktet Acrocercops och familjen styltmalar. Inga underarter finns listade i Catalogue of Life.

## Bildgalleri

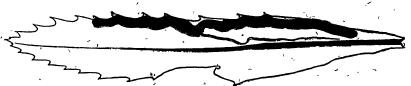